# 근저당
근저당(根抵當, collateral)은 계속적인 거래관계로부터 장래 생기게 될 다수의 불특정 채권을 담보하기 위하여 피담보채무의 범위 및 채권 최고액을 정하여 두고 장래 결산기에 확정하는 채권을 그 범위 안에서 담보하는 저당권을 말한다.
장래의 채권의 담보이기는 하나 특정된 단일의 채권을 담보하는 것이 아니라, 증감 변동하는 일단의 불특정채권(不特定債權)을 최고한도 내에서 담보하는 점이 특징이다.
근저당은 은행과 그 거래처간의 계속적 신용관계나 객주(客主), 도매상과 소매상간의 계속적 물품 공급관계에서 생기는 여러 채무를 일괄하여 담보하기 위하여 관행으로 인정되어온 것인데, 판례는 한때 근저당이 저당권의 부종성(附從性)의 원칙에 반하는 것이라 하여 이것을 무효로 했었으나, 거래계(去來界)의 필요를 억압할 수 없어서 결국 이의 유효를 선언하였고, 학설도 이를 인정하게 되었으며 민법은 명문으로써 이를 인정하기에 이르렀다(민법 357조)..
이와 같이 근저당은 저당권의 부종성이론을 완화하여 인정된 제도이지만 장차 증감변동하는 일단의 불특정의 채권을 담보하는 점에서 단순한 장래의 채권을 담보하는 저당권과 다르다. 근저당은 장래 증감·변동하는 채권을 담보하는 것이다. 이러한 증감변동의 원인은 그 원인관계인 당좌대월계약, 어음할인대부계약, 상호계산계약, 계속적 매매계약 등 계속적 계약관계에서 발생한다. ( 근저당은 결산기에 있어서 일정 한도액까지 담보하는 것이다. 결산기는 근저당의 기본이 되는 계속적 계약관계에 의하여 정하여지는 것이 보통이지만, 근저당 설정계약에서 특별히 정한 것이 있으면 이에 의한다. ( 근저당은 일정 한도액을 담보하는 것이므로 거래 중에 피담보채권이 최고액을 넘거나 또는 변제·상계로 인하여 0으로 되더라도 담보물권의 부종성에 의해 근저당이 소멸하는 것이 아니고 마지막 결산기에 있어서 존재하는 채권을 한도액까지 담보하게 된다. 근저당이라는 뜻과 채권의 최고액을 등기하여야 한다(부등 140조 2항). 그러나 근저당의 존속기간의 등기는 반드시 필요한 것은 아니다. 소정기간이 만료되거나 계속적 거래관계가 종료하면 채권액이 인정되고 근저당권자(根抵當權者)는 우선변제(優先辨濟)를 받을 수 있게 된다. 그 효력은 보통의 저당권과 다르지 않으나, 비록 채권액이 많더라도 약정된 최고액 이상의 우선변제권이 없음은 말할 것도 없다.

## 판례
- 甲, 乙의 공유인 부동산 중 甲의 지분위에 설정된 근저당권 등 담보물권은 특단의 합의가 없는 한 공유물분할이 된 뒤에도 종전의 지분비율대로 공유물 전부의 위에 그대로 존속하고 근저당권설정자인 甲 앞으로 분할된 부분에 당연히 집중되는 것은 아니다[3].

- 원래 저당권은 원본, 이자, 위약금, 채무불이행으로 인한 손해배상 및 저당권의 실행비용을 담보하는 것이며, 이것이 근저당권에 있어서의 채권최고액을 초과하는 경우에 근저당권자로서는 그 채무자 겸 근저당권설정자와의 관계에 있어서는 그 채무의 일부인 채권최고액과 지연손해금 및 집행비용만을 받고 근저당권을 말소시켜야 할 이유는 없다. 또 채무금 전액에 미달하는 금액의 변제가 있는 경우에 이로써 우선 채권최고액 범위의 채권에 변제∙충당한 것으로 보아야 한다는 이유도 없으니, 채권 전액의 변제가 있을 때까지 근저당의 효력은 잔존채무에 여전히 미친다고 할 것이다. 근저당에 의하여 담보되는 채권액의 범위는 차순위 담보권자, 담보물의 제3취득자 및 단순한 물상보증인으로서의 근저당권설정자에 대한 관계에서 거론될 수 있을 것이다[4]

- 근저당권이 설정된 후에 그 부동산의 소유권이 제3자에게 이전된 경우에는 현재의 소유자가 자신의 소유권에 기하여 피담보채무의 소멸을 원인으로 그 근저당권설정등기의 말소를 청구할 수 있음을 물론이지만, 근저당권설정자인 종전의 소유자도 근저당권설정계약의 당사자로서 근저당권소멸에 따른 원상회복으로 근저당권자에게 근저당권설정등기의 말소를 구할 수 있는 계약상 권리가 있으므로 이러한 계약상 권리에 터잡아 근저당권자에게 피담보채무의 소멸을 이유로 하여 그 근저당권설정등기의 말소를 구할 수 있다[5]

- 담보채무는 근저당권설정계약에서 근저당권의 존속기간을 정하거나 근저당권으로 담보되는 기본적인 거래계약에서 결산기를 정한 경우에는 원칙적으로 존속기간이나 결산기가 도래한 때에 확정되지만, 이 경우에도 근저당권에 의하여 담보되는 채권이 전부 소멸하고 채무자가 채권자로부터 새로이 금원을 차용하는 등 거래를 계속할 의사가 없는 경우에는, 그 존속기간 또는 결산기가 경과하기 전이라 하더라도 근저당권설정자는 계약을 해지하고 근저당권설정등기의 말소를 구할 수 있고, 한편 존속기간이나 결산기의 정함이 없는 때에는 근저당권의 피담보채무의 확정방법에 관한 다른 약정이 있으면 그에 따르되 이러한 약정이 없는 경우라면 근저당권설정자가 근저당권자를 상대로 언제든지 해지의 의사표시를 함으로써 피담보채무를 확정시킬 수 있다.[6]

- 후순위 근저당권자가 경매를 신청한 경우, 선순위 근저당권자의 피담보채권액이 확정되는 시기는 경락대금 완납시이다[7]

### 근저당권자가 경매신청한 경우, 피담보채권액의 확정 시기
- 근저당권자가 피담보채무의 불이행을 이유로 경매신청을 한 경우에는 경매신청시에 근저당권의 피담보채권액이 확정되고, 그 이후부터 근저당권은 부종성을 가지게 되어 보통의 저당권과 같은 취급을 받게 된다[8]

### 근저당에 의하여 담보되는 피담보채권의 범위
- 근저당권자가 그 피담보채무의 불이행을 이유로 경매신청한 때에는 그 경매신청시에 근저당권은 확정되는 것이며 근저당권이 확정되면 그 이후에 발생하는 원금채권은 그 근저당권에 의하여 담보되지 않는다.[9]
- 민법상 재단법인의 기본재산에 관하여 근저당권을 설정한 경우, 근저당권을 실행하여 기본재산을 매각할 때 주무관청의 허가를 다시 받아야 하는지 여부: 민법상 재단법인의 정관에 기본재산은 담보설정 등을 할 수 없으나 주무관청의 허가·승인을 받은 경우에는 이를 할 수 있다는 취지로 정해져 있고, 정관 규정에 따라 주무관청의 허가·승인을 받아 민법상 재단법인의 기본재산에 관하여 근저당권을 설정한 경우, 그와 같이 설정된 근저당권을 실행하여 기본재산을 매각할 때에는 주무관청의 허가를 다시 받을 필요는 없다.[10]

## 다른 조문
1. 근저당권의 피담보채권이 확정되기 전에 그 근저당권의 기초가 되는 기본계약상의 채권자 지위가 제3자에게 전부 또는 일부 양도된 경우, 그 양도인 및 양수인은 "계약양도"(채권자의 지위가 전부 제3자에게 양도된 경우), "계약의 일부양도"(채권자의 지위가 일부 제3자에게 양도된 경우) 또는 "계약가입"(양수인이 기본계약에 가입하여 추가로 채권자가 된 경우)을 등기원인으로 하여 근저당권이전등기를 신청할 수 있다. 근저당권의 피담보채권이 확정되기 전에 그 피담보채권이 양도 또는 대위변제된 경우에는 이를 원인으로 하여 근저당권이전등기를 신청할 수 없다

## 같이 보기
- 저당권